# 馮斐
馮斐（？—？），號五鳩，南直隸鎮江府金壇縣人，明末清初政治人物。

## 生平
崇禎六年（1633年）癸酉科中式應天鄉試第十四名舉人，崇禎十六年（1643年）癸未科會試第十九名，三甲第二名進士，通政司觀政，本年授中書舍人。

## 家族
曾祖馮大化。祖父馮久德，庠生。父馮徵泰，鸿胪寺署丞。